# 이와사 미사키
이와사 미사키(일본어: 岩佐 美咲, 1995년 1월 30일 ~ )는 일본 여성 아이돌 그룹 전 AKB48 팀B의 멤버이자 엔카 가수이다. 지바현 출신.

## 출연 (AKB48 소속 전)

### 잡지
- 「Hanachu」（독자모델）

### PV
- 타마키 나미「You are the music in me」（백댄서）
- 타마키 나미 콘서트（백댄서）

## 출연 (AKB48 소속 후)

### 극장 공연
- 팀A 5th「연애금지조약」공연

1. 스콜의 사이에（백댄서）

- 팀K 4th「최후벨이 울린다」공연

1. 미안해 쥬엘（백댄서）

- 팀B 3rd「파자마 드라이브」공연

1. 순정주의（백댄서）-->

### 콘서트
- 해를 잊는 감사제 셔플하자, AKB! SKE도 잘 부탁해（2008년 12월 20일, JCB홀）

1. 큰 목소리 다이아몬드

- AKB48 리퀘스트 아워 세트리스트 베스트100 2009（2009년 1월 19일, SHIBUYA-AX）

1. 아이돌이라 부르지 말아줘（백댄서）

## 텔레비전 드라마
- 《마지스카 학원》 최종화 (2010년 3월 26일, TV 도쿄) - 마지스카 여학원생 역
- 《마지스카 학원 2》 최종화 (2011년 7월 1일, TV 도쿄) - 미사키 역

## 음반

### 싱글
1. 무인역 (無人駅) (2012년 2월 1일)
2. 만약 내가 하늘에 살고 있으면 (もしも私が空に住んでいたら) (2013년 1월 9일)
3. 병의 포모정 (鞆の浦慕情) (2014년 1월 8일)
4. 첫 술 (初酒) (2015년 4월 29일)
5. 미안해 도쿄 (ごめんね東京) (2016년 1월 6일)
6. 어가도 (鯖街道) (2017년 1월 10일)
  - 2017년 8월 23일 특별기념판 발매
7. 사도의 귀북 (佐渡の鬼太鼓) (2018년 2월 27일)
  - 2018년 8월 8일 특별판 발매
8. 사랑의 마지막 세채 찻집 (恋の終わり三軒茶屋) (2019년 2월 13일)
  - 2019년 8월 6일 특별판 발매
9. 오른쪽과 왼쪽의 블루스 (右手と左手のブルース) (2020년 4월 22일)

### 앨범
1. 리퀘스트 커버 (リクエスト・カバーズ) (2013년 11월 6일)
2. 미사키 순례 ~제1장~ (美咲めぐり 〜第1章〜) (2016년 11월 30일)
3. 미사키 순례 ~제2장~ (美咲めぐり 〜第2章〜) (2019년 11월 6일)